# Каменка (Горецкий район)
Ка́менка (бел. Каменка) — агрогородок в Горецком районе Могилевской области Республики Беларусь. Входит в состав Горского сельсовета.
В 1925-1954 годах центр Каменковского сельсовета. В 2002-2013 годах Каменка входила в состав Ходоровского сельсовета.
Деревня преобразована в агрогородок в 2005 году.

## Население
- 1999 год — 346 человек
- 2010 год — 303 человека